# Wereldkampioenschap voetbal 1954
Het FIFA wereldkampioenschap voetbal 1954 was de vijfde editie van een internationale voetbalwedstrijd tussen de nationale mannenteams van landen die aangesloten zijn bij de FIFA. 
Zwitserland was dat jaar gastheer van de eindronde zoals vier jaar eerder, op 22 juli 1950, besloten tijdens een FIFA-congres in Rio de Janeiro. Aan de voorronden deden 36 landen mee. De loting voor de eindronde had plaats op 30 november 1953 in Zürich. Het toernooi zelf begon op 16 juni en eindigde op 4 juli 1954. In de finale versloeg het West-Duitse voetbalelftal het Hongaars voetbalelftal met 3-2, na met 0-2 te hebben achtergestaan. Deze wedstrijd is de geschiedenis ingegaan als het Wonder van Bern. Op dit toernooi werd voor het eerst vastgelegd in het reglement dat iedere speler met een vast rugnummer diende te spelen.

## Kwalificatie
| FIFA-lid          | Confederatie | Kwalificatie     | Aantal dln. (inclusief 1954) | Dln. op rij | Eerste dln. | Laatste dln. | Titels (exclusief 1954) | Beste prestatie |
| ----------------- | ------------ | ---------------- | ---------------------------- | ----------- | ----------- | ------------ | ----------------------- | --------------- |
| Zwitserland       | UEFA         | Gastland         | 4e                           | 4           | 1934        | 1950         | 0                       | Kwartfinale     |
| Uruguay           | CONMEBOL     | Titelverdediger  | 3e                           | 2           | 1930        | 1950         | 2                       | Kampioen        |
| West-Duitsland    | UEFA         | Winnaar groep 1  | 3e                           | 1           | 1934        | 1938         | 0                       | Derde           |
| België            | UEFA         | Winnaar groep 2  | 4e                           | 1           | 1930        | 1938         | 0                       | Eerste ronde    |
| Engeland          | UEFA         | Winnaar groep 3  | 2e                           | 2           | 1950        | 1950         | 0                       | Kwartfinale     |
| Schotland         | UEFA         | Tweede groep 3   | 1e                           | 1           | n.v.t.      | n.v.t.       | n.v.t.                  | n.v.t.          |
| Frankrijk         | UEFA         | Winnaar groep 4  | 4e                           | 1           | 1930        | 1938         | 0                       | Kwartfinale     |
| Oostenrijk        | UEFA         | Winnaar groep 5  | 2e                           | 1           | 1934        | 1954         | 0                       | Vierde          |
| Turkije           | FIFA         | Winnaar groep 6  | 1e                           | 1           | n.v.t.      | n.v.t.       | n.v.t.                  | n.v.t.          |
| Hongarije         | UEFA         | Winnaar groep 7  | 3e                           | 1           | 1934        | 1938         | 0                       | Tweede          |
| Tsjecho-Slowakije | UEFA         | Winnaar groep 8  | 3e                           | 1           | 1934        | 1938         | 0                       | Tweede          |
| Italië            | UEFA         | Winnaar groep 9  | 4e                           | 4           | 1934        | 1950         | 2                       | Kampioen        |
| Joegoslavië       | UEFA         | Winnaar groep 10 | 3e                           | 2           | 1930        | 1950         | 0                       | Halve finale    |
| Brazilië          | CONMEBOL     | Winnaar groep 11 | 5e                           | 5           | 1930        | 1950         | 0                       | Tweede          |
| Mexico            | CONCACAF     | Winnaar groep 12 | 3e                           | 2           | 1930        | 1950         | 0                       | Groepsfase      |
| Zuid-Korea        | AFC          | Winnaar groep 13 | 1e                           | 1           | n.v.t.      | n.v.t.       | n.v.t.                  | n.v.t.          |

## Deelnemende landen
| Groep A                               | Groep B                                     | Groep C                                        | Groep D                            |
| ------------------------------------- | ------------------------------------------- | ---------------------------------------------- | ---------------------------------- |
| Brazilië Frankrijk Joegoslavië Mexico | Hongarije Turkije West-Duitsland Zuid-Korea | Oostenrijk Schotland Tsjecho-Slowakije Uruguay | België Engeland Italië Zwitserland |

## Speelsteden
| Bazel                                      | Bern                                       | Genève                                     | Lausanne                                            |
| ------------------------------------------ | ------------------------------------------ | ------------------------------------------ | --------------------------------------------------- |
| St. Jakob-Park (capaciteit: 51.500)        | Wankdorf (capaciteit: 64.000)              | Stade des Charmilles (capaciteit: 9.250)   | Stade Olympique de la Pontaise (capaciteit: 54.000) |
|                                            |                                            |                                            |                                                     |
| · Bazel Bern Genève Lausanne Lugano Zürich | · Bazel Bern Genève Lausanne Lugano Zürich | · Bazel Bern Genève Lausanne Lugano Zürich | Lugano                                              |
| · Bazel Bern Genève Lausanne Lugano Zürich | · Bazel Bern Genève Lausanne Lugano Zürich | · Bazel Bern Genève Lausanne Lugano Zürich | Stadio di Cornaredo (capaciteit: 15.000)            |
| · Bazel Bern Genève Lausanne Lugano Zürich | · Bazel Bern Genève Lausanne Lugano Zürich | · Bazel Bern Genève Lausanne Lugano Zürich |                                                     |
| · Bazel Bern Genève Lausanne Lugano Zürich | · Bazel Bern Genève Lausanne Lugano Zürich | · Bazel Bern Genève Lausanne Lugano Zürich | Zürich                                              |
| · Bazel Bern Genève Lausanne Lugano Zürich | · Bazel Bern Genève Lausanne Lugano Zürich | · Bazel Bern Genève Lausanne Lugano Zürich | Hardturm (capaciteit: 27.500)                       |
| · Bazel Bern Genève Lausanne Lugano Zürich | · Bazel Bern Genève Lausanne Lugano Zürich | · Bazel Bern Genève Lausanne Lugano Zürich |                                                     |

## Groepsfase
In iedere groep werden twee geplaatste en twee niet-geplaatste landen geloot, waarbij de geplaatste alleen tegen de niet-geplaatste landen speelden, en niet tegen elkaar. Overigens vond deze plaatsing nog vóór het einde van de kwalificatie plaats, waardoor Turkije dat het geplaatste Spanje uitschakelde diens plaats innam. Groepswedstrijden die na de normale speeltijd een gelijke stand hadden werden verlengd. Was na verlenging de stand nog gelijk, dan werden de punten gedeeld. Voor bepaling van de eindstand in een groep werd alleen het puntenaantal in beschouwing genomen, niet het doelsaldo.
Als twee landen gelijk eindigden op de eerste en tweede plaats, dan werd geloot om de groepswinnaar te bepalen.
Als twee landen gelijk eindigden op de tweede en derde plaats, dan werd een play-offwedstrijd gespeeld om te bepalen wie naar de kwartfinale zou gaan.

### Groep A
Het belangrijkste duel was meteen de eerste wedstrijd: Frankrijk tegen Joegoslavië, Joegoslavië won met 1-0 en daarom hadden Brazilië en Joegoslavië genoeg aan een gelijkspel om de kwartfinales te halen. Toen de Brazilianen diep in de tweede helft de gelijkmaker maakten, gingen ze fanatiek op zoek naar het tweede doelpunt, maar werden door de ploeg uit de Balkan gemaand om het wat rustiger aan te doen: dit resultaat was voor beide ploegen genoeg.
| Land         | Wed | Win | Gel | Ver | DV | DT | +/− | Pnt |
| ------------ | --- | --- | --- | --- | -- | -- | --- | --- |
| Joegoslavië¹ | 2   | 1   | 1   | 0   | 2  | 1  | +1  | 3   |
| Brazilië¹    | 2   | 1   | 1   | 0   | 6  | 1  | +5  | 3   |
| Frankrijk    | 2   | 1   | 0   | 1   | 3  | 3  | 0   | 2   |
| Mexico       | 2   | 0   | 0   | 2   | 2  | 8  | –6  | 0   |

¹ Joegoslavië groepswinnaar na loting
|                                               |                                                  |                        |        |                                                                                       |
| 16 juni 1954 «onderlinge duels» 18:00 (UTC+1) | Brazilië                                         | 5 – 0                  | Mexico | Charmilles Stadium, Genève Toeschouwers: 13.000 Scheidsrechter: Raymon Wyssling (SUI) |
| 16 juni 1954 «onderlinge duels» 18:00 (UTC+1) | Baltazar 23' Didi 30' Pinga 34', 43' Julinho 69' | verslag (FIFA) verslag |        | Charmilles Stadium, Genève Toeschouwers: 13.000 Scheidsrechter: Raymon Wyssling (SUI) |

|                                               |                 |                        |           | |
| 16 juni 1954 «onderlinge duels» 18:00 (UTC+1) | Joegoslavië     | 1 – 0                  | Frankrijk | Stade Olympique de la Pontaise, Lausanne Toeschouwers: 27.000 Scheidsrechter: Benjamin Griffiths (SCO) |
| 16 juni 1954 «onderlinge duels» 18:00 (UTC+1) | Milutinović 15' | verslag (FIFA) verslag |           | Stade Olympique de la Pontaise, Lausanne Toeschouwers: 27.000 Scheidsrechter: Benjamin Griffiths (SCO) |

|                                               |          |                        |             | |
| 19 juni 1954 «onderlinge duels» 17:00 (UTC+1) | Brazilië | 1 – 1 (n.v.)           | Joegoslavië | Stade Olympique de la Pontaise, Lausanne Toeschouwers: 40.000 Scheidsrechter: Charlie Faultless (SCO) |
| 19 juni 1954 «onderlinge duels» 17:00 (UTC+1) | Didi 69' | verslag (FIFA) verslag | 48' Zebec   | Stade Olympique de la Pontaise, Lausanne Toeschouwers: 40.000 Scheidsrechter: Charlie Faultless (SCO) |

|                                               |                                                 |                        |                           |                                                                                     |
| 19 juni 1954 «onderlinge duels» 17:10 (UTC+1) | Frankrijk                                       | 3 – 2                  | Mexico                    | Charmilles Stadium, Genève Toeschouwers: 19.000 Scheidsrechter: Manuel Asensi (ESP) |
| 19 juni 1954 «onderlinge duels» 17:10 (UTC+1) | Vincent 19' Cárdenas 49' (e.d.) Kopa 88' (pen.) | verslag (FIFA) verslag | 54' Lamadrid 85' Balcázar | Charmilles Stadium, Genève Toeschouwers: 19.000 Scheidsrechter: Manuel Asensi (ESP) |

### Groep B
Hongarije, bijgenaamd de magische Magyaren was de absolute topfavoriet na het winnen van de olympische titel in Helsinki, 1952 en twee imposante overwinningen op Engeland: 3-6 in Londen en 7-1 in Boedapest. Belangrijke spelers waren aanvaller, bijgenaamd de "majoor" Ferenc Puskás, "de man met het gouden hoofd": Sándor Kocsis en de strateeg Nándor Hidegkuti.
De eerste wedstrijd was tegen Zuid-Korea: 9-0, een nieuw record voor een WK-toernooi. Na elk Hongaars doelpunt bogen de Koreanen volgens 's lands gewoonte hun hoofd. De tweede wedstrijd tegen West-Duitsland leverde opnieuw een forse overwinning op: 8-3. De Duitse bondscoach Sepp Herberger had zijn tweede elftal opgesteld om de ploeg te sparen voor de beslissende wedstrijd tegen Turkije. Cruciaal moment voor het verdere verloop van het toernooi was een overtreding van Werner Liebrich op Puskas, waardoor Puskas niet meer fit was voor de rest van het toernooi. De beslissingswedstrijd tegen Turkije dat zich gekwalificeerde via Spanje won West-Duitsland met grote cijfers: 7-2.
| Land            | Wed | Win | Gel | Ver | DV | DT | +/− | Pnt |
| --------------- | --- | --- | --- | --- | -- | -- | --- | --- |
| Hongarije       | 2   | 2   | 0   | 0   | 17 | 3  | +14 | 4   |
| West-Duitsland¹ | 2   | 1   | 0   | 1   | 7  | 9  | –2  | 2   |
| Turkije¹        | 2   | 1   | 0   | 1   | 8  | 4  | +4  | 2   |
| Zuid-Korea      | 2   | 0   | 0   | 2   | 0  | 16 | –16 | 0   |

¹ Play-off duel om te bepalen wie naar de kwartfinale mag.
|                                               |                                                 |                        |         |                                                                                |
| 17 juni 1954 «onderlinge duels» 18:00 (UTC+1) | West-Duitsland                                  | 4 – 1                  | Turkije | Wankdorf, Bern Toeschouwers: 39.000 Scheidsrechter: Jose da Costa Vieira (POR) |
| 17 juni 1954 «onderlinge duels» 18:00 (UTC+1) | Schäfer 14' Klodt 52' O. Walter 60' Morlock 84' | verslag (FIFA) verslag | 2' Suat | Wankdorf, Bern Toeschouwers: 39.000 Scheidsrechter: Jose da Costa Vieira (POR) |

|                                               |                                                                             |                        |            |                                                                                      |
| 17 juni 1954 «onderlinge duels» 18:00 (UTC+1) | Hongarije                                                                   | 9 – 0                  | Zuid-Korea | Hardturm Stadium, Zürich Toeschouwers: 13.000 Scheidsrechter: Raymond Vincenti (FRA) |
| 17 juni 1954 «onderlinge duels» 18:00 (UTC+1) | Puskás 12', 89' Lantos 18' Kocsis 24', 36', 50' Czibor 59' Palotás 75', 83' | verslag (FIFA) verslag |            | Hardturm Stadium, Zürich Toeschouwers: 13.000 Scheidsrechter: Raymond Vincenti (FRA) |

|                                               |                                                                    |                        |                                 |                                                                               |
| 20 juni 1954 «onderlinge duels» 16:50 (UTC+1) | Hongarije                                                          | 8 – 3                  | West-Duitsland                  | St. Jakob-Park, Bazel Toeschouwers: 65.000 Scheidsrechter: William Ling (ENG) |
| 20 juni 1954 «onderlinge duels» 16:50 (UTC+1) | Kocsis 3', 21', 69', 78' Puskás 17' Hidegkuti 52', 54' J. Tóth 75' | verslag (FIFA) verslag | 25' Pfaff 77' Rahn 84' Herrmann | St. Jakob-Park, Bazel Toeschouwers: 65.000 Scheidsrechter: William Ling (ENG) |

|                                               |                                                        |                        |            |                                                                                     |
| 20 juni 1954 «onderlinge duels» 17:00 (UTC+1) | Turkije                                                | 7 – 0                  | Zuid-Korea | Charmilles Stadium, Geneva Toeschouwers: 3.000 Scheidsrechter: Esteban Marino (URU) |
| 20 juni 1954 «onderlinge duels» 17:00 (UTC+1) | Suat 10', 30' Lefter 24' Burhan 37', 64', 70' Erol 76' | verslag (FIFA) verslag |            | Charmilles Stadium, Geneva Toeschouwers: 3.000 Scheidsrechter: Esteban Marino (URU) |

Play-off
|                                               |                                                                   |                        |                        |                                                                                      |
| 23 juni 1954 «onderlinge duels» 18:00 (UTC+1) | West-Duitsland                                                    | 7 – 2                  | Turkije                | Hardturm Stadium, Zürich Toeschouwers: 18.000 Scheidsrechter: Raymond Vincenti (FRA) |
| 23 juni 1954 «onderlinge duels» 18:00 (UTC+1) | O. Walter 7' Schäfer 12', 79' Morlock 30', 60', 77' F. Walter 62' | verslag (FIFA) verslag | 21' Mustafa 82' Lefter | Hardturm Stadium, Zürich Toeschouwers: 18.000 Scheidsrechter: Raymond Vincenti (FRA) |

### Groep C
Oostenrijk en regerend wereldkampioen Uruguay waren vooraf de geplaatste landen en plaatsten zich zonder problemen voor de kwartfinales. Hun laatste wedstrijd wonnen ze met grote cijfers; Uruguay - Schotland 7-0 en Oostenrijk - Tsjecho-Slowakije 5-0.
| Land              | Wed | Win | Gel | Ver | DV | DT | +/− | Pnt |
| ----------------- | --- | --- | --- | --- | -- | -- | --- | --- |
| Oostenrijk¹       | 2   | 2   | 0   | 0   | 6  | 0  | +6  | 4   |
| Uruguay¹          | 2   | 2   | 0   | 0   | 9  | 0  | +9  | 4   |
| Tsjecho-Slowakije | 2   | 0   | 0   | 2   | 0  | 7  | –7  | 0   |
| Schotland         | 2   | 0   | 0   | 2   | 0  | 8  | –8  | 0   |

¹ Oostenrijk groepswinnaar na loting
|                                               |                           |                        |                   |                                                                        |
| 16 juni 1954 «onderlinge duels» 18:00 (UTC+1) | Uruguay                   | 2 – 0                  | Tsjecho-Slowakije | Wankdorf, Bern Toeschouwers: 20.500 Scheidsrechter: Arthur Ellis (ENG) |
| 16 juni 1954 «onderlinge duels» 18:00 (UTC+1) | Míguez 72' Schiaffino 81' | verslag (FIFA) verslag |                   | Wankdorf, Bern Toeschouwers: 20.500 Scheidsrechter: Arthur Ellis (ENG) |

|                                               |            |                        |           |                                                                                     |
| 16 juni 1954 «onderlinge duels» 18:00 (UTC+1) | Oostenrijk | 1 – 0                  | Schotland | Hardturm Stadium, Zürich Toeschouwers: 30.000 Scheidsrechter: Laurent Franken (BEL) |
| 16 juni 1954 «onderlinge duels» 18:00 (UTC+1) | Probst 33' | verslag (FIFA) verslag |           | Hardturm Stadium, Zürich Toeschouwers: 30.000 Scheidsrechter: Laurent Franken (BEL) |

|                                               |                                                       |                        |           |                                                                                     |
| 19 juni 1954 «onderlinge duels» 16:50 (UTC+1) | Uruguay                                               | 7 – 0                  | Schotland | St. Jakob-Park, Bazel Toeschouwers: 43.000 Scheidsrechter: Vincenzo Orlandini (ITA) |
| 19 juni 1954 «onderlinge duels» 16:50 (UTC+1) | Borges 17', 47', 57' Míguez 30', 83' Abbadie 54', 85' | verslag (FIFA) verslag |           | St. Jakob-Park, Bazel Toeschouwers: 43.000 Scheidsrechter: Vincenzo Orlandini (ITA) |

|                                               |                                       |                        |                   |                                                                                     |
| 19 juni 1954 «onderlinge duels» 17:00 (UTC+1) | Oostenrijk                            | 5 – 0                  | Tsjecho-Slowakije | Hardturm Stadium, Zürich Toeschouwers: 25.000 Scheidsrechter: Vasa Stefanovic (YUG) |
| 19 juni 1954 «onderlinge duels» 17:00 (UTC+1) | Stojaspal 3', 70' Probst 4', 21', 24' | verslag (FIFA) verslag |                   | Hardturm Stadium, Zürich Toeschouwers: 25.000 Scheidsrechter: Vasa Stefanovic (YUG) |

### Groep D
Groep D was een interessante groep met alleen maar kanshebbers voor de kwartfinale. België leverde een knappe prestatie door Engeland op 4-4 te houden. Engeland, dat na de smadelijke nederlaag tegen de Verenigde Staten op het vorige WK geen tweede afgang kon veroorloven zette orde op zaken door van Zwitserland te winnen: 2-0. Een tweede zware tegenstander was voor België te veel, Italië was met 4-1 te sterk.
Zwitserland en Italië moesten in een beslissingswedstrijd uitmaken wie naar de kwartfinale mocht gaan: het werd 4-1 voor het thuisland. De Zwitsers bedienden zich van het "grendel"-systeem, een defensief systeem dat later door de Italianen geperfectioneerd zou worden: catenaccio.
| Land         | Wed | Win | Gel | Ver | DV | DT | +/− | Pnt |
| ------------ | --- | --- | --- | --- | -- | -- | --- | --- |
| Engeland     | 2   | 1   | 1   | 0   | 6  | 4  | +2  | 3   |
| Zwitserland¹ | 2   | 1   | 0   | 1   | 2  | 3  | –1  | 2   |
| Italië¹      | 2   | 1   | 0   | 1   | 5  | 3  | +2  | 2   |
| België       | 2   | 0   | 1   | 1   | 5  | 8  | –3  | 1   |

¹Play-offduel om te bepalen wie naar de kwartfinale mag.
|                                               |                       |                        |               |                                                                                                  |
| 17 juni 1954 «onderlinge duels» 17:50 (UTC+1) | Zwitserland           | 2 – 1                  | Italië        | Stade Olympique de la Pontaise, Lausanne Toeschouwers: 43.000 Scheidsrechter: Mario Vianna (BRA) |
| 17 juni 1954 «onderlinge duels» 17:50 (UTC+1) | Ballaman 18' Hügi 78' | verslag (FIFA) verslag | 44' Boniperti | Stade Olympique de la Pontaise, Lausanne Toeschouwers: 43.000 Scheidsrechter: Mario Vianna (BRA) |

|                                               |                                     |                        |                                                |                                                                                 |
| 17 juni 1954 «onderlinge duels» 18:10 (UTC+1) | Engeland                            | 4 – 4                  | België                                         | St. Jakob-Park, Bazel Toeschouwers: 40.000 Scheidsrechter: Emil Schmetzer (FRG) |
| 17 juni 1954 «onderlinge duels» 18:10 (UTC+1) | Broadis 26', 63' Lofthouse 36', 91' | verslag (FIFA) verslag | 5', 71' Anoul 67' Coppens 94' (e.d.) Dickinson | St. Jakob-Park, Bazel Toeschouwers: 40.000 Scheidsrechter: Emil Schmetzer (FRG) |

|                                               |                                                          |                        |           |                                                                                         |
| 20 juni 1954 «onderlinge duels» 17:00 (UTC+1) | Italië                                                   | 4 – 1                  | België    | Cornaredo Stadium, Lugano Toeschouwers: 26.000 Scheidsrechter: Carl Erich Steiner (AUT) |
| 20 juni 1954 «onderlinge duels» 17:00 (UTC+1) | Pandolfini 41' (pen.) Galli 48' Frignani 58' Lorenzi 78' | verslag (FIFA) verslag | 81' Anoul | Cornaredo Stadium, Lugano Toeschouwers: 26.000 Scheidsrechter: Carl Erich Steiner (AUT) |

|                                               |                        |                        |             |                                                                        |
| 20 juni 1954 «onderlinge duels» 17:10 (UTC+1) | Engeland               | 2 – 0                  | Zwitserland | Wankdorf, Bern Toeschouwers: 50.000 Scheidsrechter: Istvan Zsolt (HUN) |
| 20 juni 1954 «onderlinge duels» 17:10 (UTC+1) | Mullen 43' Wilshaw 69' | verslag (FIFA) verslag |             | Wankdorf, Bern Toeschouwers: 50.000 Scheidsrechter: Istvan Zsolt (HUN) |

Play-off
|                                               |                                       |                        |           |                                                                                     |
| 23 juni 1954 «onderlinge duels» 18:00 (UTC+1) | Zwitserland                           | 4 – 1                  | Italië    | St. Jakob-Park, Bazel Toeschouwers: 30.000 Scheidsrechter: Benjamin Griffiths (WAL) |
| 23 juni 1954 «onderlinge duels» 18:00 (UTC+1) | Hügi 14', 85' Ballaman 48' Fatton 90' | verslag (FIFA) verslag | 67' Nesti | St. Jakob-Park, Bazel Toeschouwers: 30.000 Scheidsrechter: Benjamin Griffiths (WAL) |

## Knock-outfase
|  | kwartfinale        | kwartfinale        |                 |   | halve finale    | halve finale    |   |  | finale | finale |
|  |                    |                    |                 |   |                 |                 |   |  |        |        |
|  | 27 juni – Genève   |                    |                 |   |                 |                 |   |  |        |        |
|  |                    |                    |                 |   |                 |                 |   |  |        |        |
|  | West-Duitsland     | 2                  |                 |   |                 |                 |   |  |        |        |
|  | West-Duitsland     | 2                  | 30 juni – Basel |   |                 |                 |   |  |        |        |
|  | Joegoslavië        | 0                  |                 |   |                 |                 |   |  |        |        |
|  | Joegoslavië        | 0                  | West-Duitsland  | 6 |                 |                 |   |  |        |        |
|  | 26 juni – Lausanne |                    | West-Duitsland  | 6 |                 |                 |   |  |        |        |
|  |                    | Oostenrijk         | 1               |   |                 |                 |   |  |        |        |
|  | Oostenrijk         | Oostenrijk         | 1               | 7 |                 |                 |   |  |        |        |
|  | Oostenrijk         |                    | 4 juli – Bern   | 7 |                 |                 |   |  |        |        |
|  | Zwitserland        | 5                  |                 |   |                 |                 |   |  |        |        |
|  | Zwitserland        | 5                  | West-Duitsland  | 3 |                 |                 |   |  |        |        |
|  | 27 juni – Bern     |                    | West-Duitsland  | 3 |                 |                 |   |  |        |        |
|  |                    | Hongarije          | 2               |   |                 |                 |   |  |        |        |
|  | Hongarije          | Hongarije          | 2               | 4 |                 |                 |   |  |        |        |
|  | Hongarije          | 30 juni – Lausanne |                 | 4 |                 |                 |   |  |        |        |
|  | Brazilië           | 2                  |                 |   |                 |                 |   |  |        |        |
|  | Brazilië           | 2                  | Hongarije       | 4 | derde plaats    | derde plaats    |   |  |        |        |
|  | 26 juni – Basel    |                    | Hongarije       | 4 | derde plaats    | derde plaats    |   |  |        |        |
|  |                    | Uruguay            | 2               |   | 3 juli – Zürich | 3 juli – Zürich |   |  |        |        |
|  | Uruguay            | Uruguay            | 2               | 4 | 3 juli – Zürich | 3 juli – Zürich |   |  |        |        |
|  | Uruguay            |                    |                 |   |                 | Oostenrijk      | 3 |  |        |        |
|  | Engeland           | 2                  |                 |   |                 | Oostenrijk      | 3 |  |        |        |
|  | Engeland           | 2                  | Uruguay         | 1 |                 |                 |   |  |        |        |
|  |                    |                    | Uruguay         | 1 |                 |                 |   |  |        |        |

### Kwartfinale
Bij de derby tussen Oostenrijk en Zwitserland stond het al na 19 minuten 3-0 voor het gastland. Een kwartier later stond het opeens 5-3 voor Oostenrijk dat in die periode ook een strafschop miste. Het werd uiteindelijk 7-5 voor Oostenrijk, de wedstrijd met de meeste doelpunten ooit op een WK. De aan een hersentumor lijdende Zwitser Roger Bocquet stopte na deze wedstrijd met voetballen.
De kraker van de kwartfinale was Hongarije tegen Brazilië. De Braziliaanse bondscoach besloot zijn spelers een bezoek te brengen aan het trainingskamp van de aanstaande tegenstander. Wat de spelers daar aan technisch vernuft zagen, maakte de spelers bleek. Dat was te merken aan de wedstrijd, want na tien minuten stond het 2-0 voor Hongarije, dat aantrad zonder de geblesseerde Puskás. Brazilië knokte zich terug in de wedstrijd, vooral ook letterlijk. De wedstrijd werd veel te hard en er werden drie spelers uit het veld gestuurd. Na afloop van de wedstrijd (4-2 voor Hongarije) werd er nog gevochten in de kleedkamer. De wedstrijd ging de geschiedenis in als de "Slag van Bern". Verder plaatsten Uruguay en West-Duitsland zich voor de kwartfinales.
|                                               |                                                               |                        |                                      | |
| 26 juni 1954 «onderlinge duels» 17:00 (UTC+1) | Oostenrijk                                                    | 7 – 5                  | Zwitserland                          | Stade Olympique de la Pontaise, Lausanne Toeschouwers: 35.000 Scheidsrechter: Charlie Faultless (SCO) |
| 26 juni 1954 «onderlinge duels» 17:00 (UTC+1) | Wagner 25', 27', 53' R. Körner 26', 34' Ocwirk 32' Probst 76' | verslag (FIFA) verslag | 16', 39' Ballaman 17', 19', 58' Hügi | Stade Olympique de la Pontaise, Lausanne Toeschouwers: 35.000 Scheidsrechter: Charlie Faultless (SCO) |

|                                               |                                                 |                        |                          |                                                                                     |
| 26 juni 1954 «onderlinge duels» 17:00 (UTC+1) | Uruguay                                         | 4 – 2                  | Engeland                 | St. Jakob-Park, Bazel Toeschouwers: 35.000 Scheidsrechter: Carl Erich Steiner (AUT) |
| 26 juni 1954 «onderlinge duels» 17:00 (UTC+1) | Borges 5' Varela 39' Schiaffino 46' Ambrois 78' | verslag (FIFA) verslag | 16' Lofthouse 67' Finney | St. Jakob-Park, Bazel Toeschouwers: 35.000 Scheidsrechter: Carl Erich Steiner (AUT) |

|                                               |                                      |                        |                                               |                                                                        |
| 27 juni 1954 «onderlinge duels» 17:00 (UTC+1) | Brazilië                             | 2 – 4                  | Hongarije                                     | Wankdorf, Bern Toeschouwers: 60.000 Scheidsrechter: Arthur Ellis (ENG) |
| 27 juni 1954 «onderlinge duels» 17:00 (UTC+1) | Djalma Santos 18' (pen.) Julinho 65' | verslag (FIFA) verslag | 4' Hidegkuti 7', 88' Kocsis 60' (pen.) Lantos | Wankdorf, Bern Toeschouwers: 60.000 Scheidsrechter: Arthur Ellis (ENG) |

|                                               |             |                        |                           |                                                                                    |
| 27 juni 1954 «onderlinge duels» 17:00 (UTC+1) | Joegoslavië | 0 – 2                  | West-Duitsland            | Charmilles Stadium, Genève Toeschouwers: 20.000 Scheidsrechter: Istvan Zsolt (HUN) |
| 27 juni 1954 «onderlinge duels» 17:00 (UTC+1) |             | verslag (FIFA) verslag | 9' (e.d.) Horvat 85' Rahn | Charmilles Stadium, Genève Toeschouwers: 20.000 Scheidsrechter: Istvan Zsolt (HUN) |

### Halve finale
Hongarije, nog steeds zonder Puskás moest weer tegen een Zuid-Amerikaanse topploeg spelen om de finale te halen: Uruguay. Deze wedstrijd was echter stukken sportiever en Uruguay was van plan hun titel waardig te verdedigen. Hongarije nam een 2-0 voorsprong, maar die werd tenietgedaan door twee treffers van Hohberg. Deze speler werd door zijn spelers zo zwaar geknuffeld dat hij bijna niet meer kon ademhalen. In de verlenging waren er veel kansen voor beide ploegen, maar uiteindelijk was het gouden hoofd van Sándor Kocsis beslissend: 4-2. In de finale moesten de Magische Magyaren weer spelen tegen West-Duitsland dat met 6-1 veel te sterk was voor Oostenrijk.
|                                               |                                            |                        |                  | |
| 30 juni 1954 «onderlinge duels» 18:00 (UTC+1) | Hongarije                                  | 4 – 2 (n.v.)           | Uruguay          | Stade Olympique de la Pontaise, Lausanne Toeschouwers: 37.000 Scheidsrechter: Benjamin Griffiths (WAL) |
| 30 juni 1954 «onderlinge duels» 18:00 (UTC+1) | Czibor 13' Hidegkuti 46' Kocsis 111', 116' | verslag (FIFA) verslag | 75', 86' Hohberg | Stade Olympique de la Pontaise, Lausanne Toeschouwers: 37.000 Scheidsrechter: Benjamin Griffiths (WAL) |

|                                               |                                                                             |                        |            |                                                                                     |
| 30 juni 1954 «onderlinge duels» 18:00 (UTC+1) | West-Duitsland                                                              | 6 – 1                  | Oostenrijk | St. Jakob-Park, Bazel Toeschouwers: 58.000 Scheidsrechter: Vincenzo Orlandini (ITA) |
| 30 juni 1954 «onderlinge duels» 18:00 (UTC+1) | Schäfer 31' Morlock 47' F. Walter 54' (pen.), 64' (pen.) O. Walter 61', 89' | verslag (FIFA) verslag | 51' Probst | St. Jakob-Park, Bazel Toeschouwers: 58.000 Scheidsrechter: Vincenzo Orlandini (ITA) |

### Troostfinale
|                                              |             |                        |                                                 |                                                                                     |
| 3 juli 1954 «onderlinge duels» 17:00 (UTC+1) | Uruguay     | 1 – 3                  | Oostenrijk                                      | Hardturm Stadium, Zürich Toeschouwers: 35.000 Scheidsrechter: Raymon Wyssling (SUI) |
| 3 juli 1954 «onderlinge duels» 17:00 (UTC+1) | Hohberg 22' | verslag (FIFA) verslag | 16' (pen.) Stojaspal 59' (e.d.) Cruz 89' Ocwirk | Hardturm Stadium, Zürich Toeschouwers: 35.000 Scheidsrechter: Raymon Wyssling (SUI) |

### Finale
|                                              |                     |                        |                           |                                                                        |
| 4 juli 1954 «onderlinge duels» 17:00 (UTC+1) | Hongarije           | 2 – 3                  | West-Duitsland            | Wankdorf, Bern Toeschouwers: 60.000 Scheidsrechter: William Ling (ENG) |
| 4 juli 1954 «onderlinge duels» 17:00 (UTC+1) | Puskás 6' Czibor 8' | verslag (FIFA) verslag | 10' Morlock 18', 84' Rahn | Wankdorf, Bern Toeschouwers: 60.000 Scheidsrechter: William Ling (ENG) |

| 1954 Wereldkampioen         |
| --------------------------- |
|                             |
| WEST-DUITSLAND Eerste titel |

## Toernooiranglijst
| Plaats                          | Land              | Groep | GW | Win | Gel | Ver | DV | DT | +/- | Pnt |
| ------------------------------- | ----------------- | ----- | -- | --- | --- | --- | -- | -- | --- | --- |
| 1                               | West-Duitsland    | B     | 6  | 5   | 0   | 1   | 25 | 14 | +11 | 10  |
| 2                               | Hongarije         | B     | 5  | 4   | 0   | 1   | 27 | 10 | +17 | 8   |
| 3                               | Oostenrijk        | C     | 5  | 4   | 0   | 1   | 17 | 12 | +5  | 8   |
| 4                               | Uruguay           | C     | 5  | 3   | 0   | 2   | 16 | 9  | +7  | 6   |
| Uitgeschakeld in de Kwartfinale |                   |       |    |     |     |     |    |    |     |     |
| 5                               | Zwitserland       | D     | 4  | 2   | 0   | 2   | 11 | 11 | 0   | 4   |
| 6                               | Brazilië          | A     | 3  | 1   | 1   | 1   | 8  | 5  | +3  | 3   |
| 7                               | Engeland          | D     | 3  | 1   | 1   | 1   | 8  | 8  | 0   | 3   |
| 8                               | Joegoslavië       | A     | 3  | 1   | 1   | 1   | 2  | 3  | −1  | 3   |
| Uitgeschakeld in de groepsfase  |                   |       |    |     |     |     |    |    |     |     |
| 9                               | Frankrijk         | A     | 2  | 1   | 0   | 1   | 3  | 3  | 0   | 2   |
| 10                              | Turkije           | B     | 3  | 1   | 0   | 2   | 10 | 11 | −1  | 2   |
| 11                              | Italië            | D     | 3  | 1   | 0   | 2   | 6  | 7  | −1  | 2   |
| 12                              | België            | D     | 2  | 0   | 1   | 1   | 5  | 8  | −3  | 1   |
| 13                              | Mexico            | A     | 2  | 0   | 0   | 2   | 2  | 8  | −6  | 0   |
| 14                              | Tsjecho-Slowakije | C     | 2  | 0   | 0   | 2   | 0  | 7  | −7  | 0   |
| 15                              | Schotland         | C     | 2  | 0   | 0   | 2   | 0  | 8  | −8  | 0   |
| 16                              | Zuid-Korea        | B     | 2  | 0   | 0   | 2   | 0  | 16 | −16 | 0   |

## Statistieken

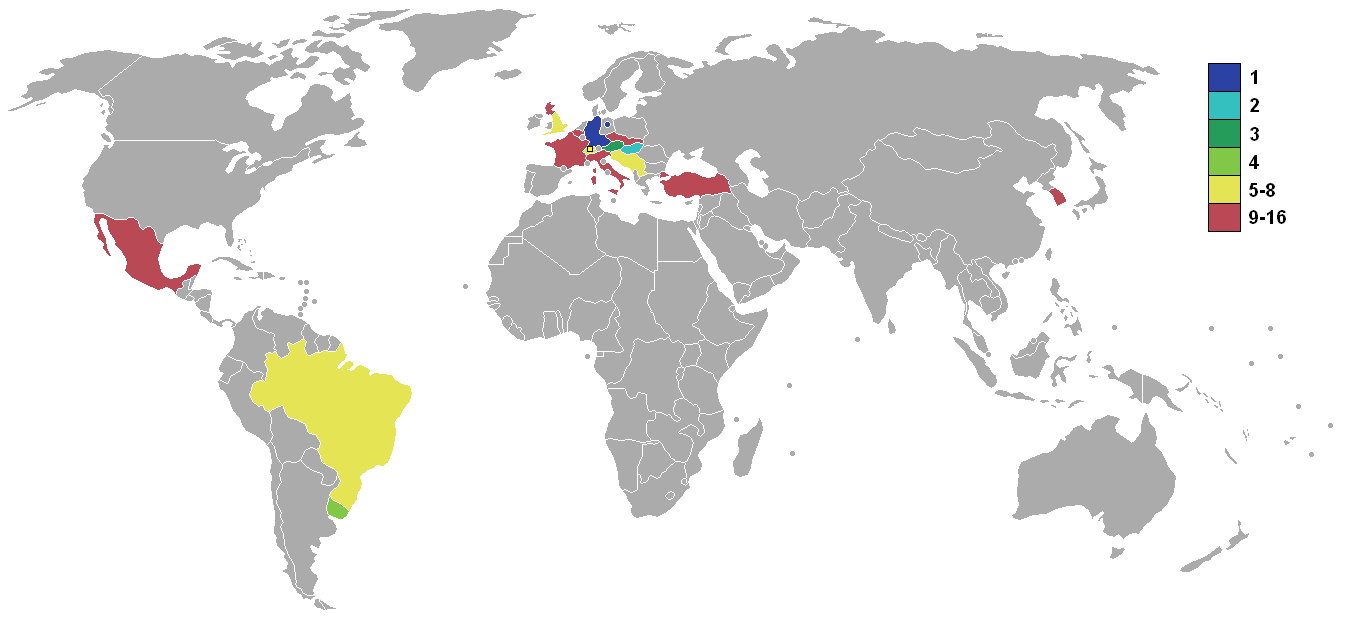
Deelnemende landen

| Aantal wedstrijden               | 26      |
| Totaal aantal doelpunten         | 140     |
| Eigen doelpunten                 | 4       |
| Aantal uitsluitingen (rood)      | 3       |
| Doelpuntgemiddelde per wedstrijd | 5,38    |
| Toeschouwerstotaal               | 943.000 |
| Toeschouwersgemiddelde           | 36.269  |

## Doelpuntenmakers
11 doelpunten
- Sándor Kocsis

6 doelpunten
- Erich Probst
- Josef Hügi
- Max Morlock

4 doelpunten
- Nándor Hidegkuti
- Ferenc Puskás
- Robert Ballaman
- Carlos Borges
- Helmut Rahn
- Hans Schäfer
- Ottmar Walter

3 doelpunten
- Ernst Stojaspal
- Theodor Wagner
- Léopold Anoul
- Nat Lofthouse
- Zoltán Czibor
- Burhan Sargun
- Suat Mamat
- Juan Hohberg
- Óscar Míguez
- Fritz Walter

2 doelpunten
- Robert Körner
- Ernst Ocwirk
- Didi
- Julinho
- Pinga
- Ivor Broadis
- Mihály Lantos
- Péter Palotás
- Lefter Küçükandonyadis
- Julio Abbadie
- Juan Alberto Schiaffino

1 doelpunt
- Rik Coppens
- Baltazar
- Djalma Santos
- Tom Finney
- Jimmy Mullen
- Dennis Wilshaw
- Raymond Kopa
- Jean Vincent
- József Tóth
- Giampiero Boniperti
- Amleto Frignani
- Carlo Galli
- Benito Lorenzi
- Fulvio Nesti
- Egisto Pandolfini
- Tomás Balcázar
- José Luis Lamadrid
- Jacques Fatton
- Mustafa Ertan
- Erol Keskin
- Javier Ambrois
- Obdulio Varela
- Richard Herrmann
- Bernhard Klodt
- Alfred Pfaff
- Miloš Milutinović
- Branko Zebec

Eigen doelpunten
- Jimmy Dickinson (tegen België)
- Raúl Cárdenas (tegen Frankrijk)
- Luis Cruz (tegen Oostenrijk)
- Ivica Horvat (tegen Duitsland)

## WK 1954 in beeld

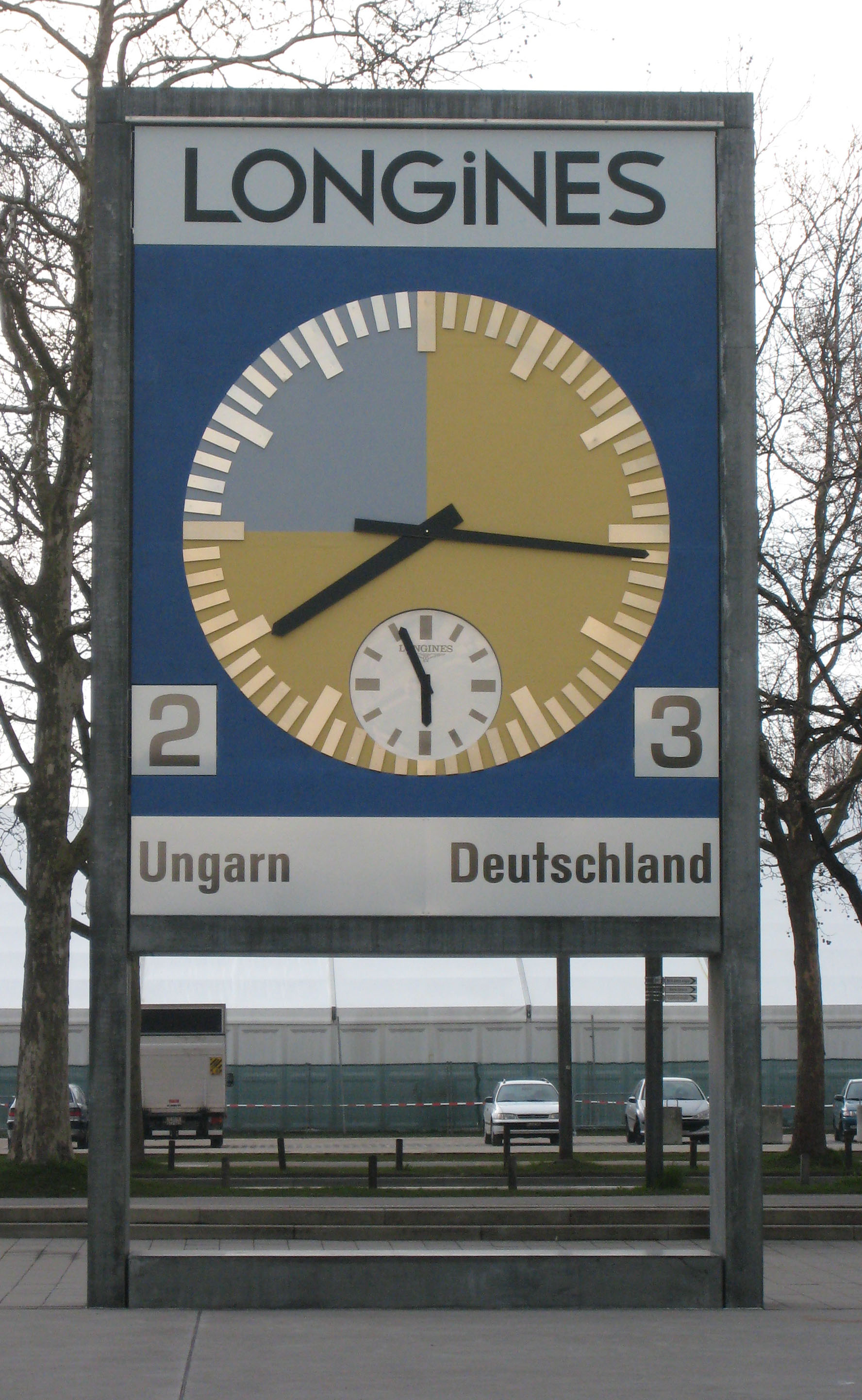
Finaleklok
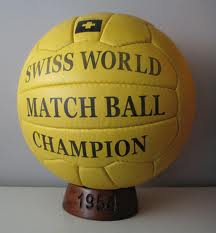
Trein met de 'Wereldkampioen'
- De bal